# Aviaco
L'Aviación y Comercio, SA, operante come Aviaco, era una compagnia aerea spagnola con sede nell'Edificio Minister di Madrid.

## Storia
Il vettore venne costituito da alcuni uomini d'affari di Bilbao come società di trasporto il 18 febbraio 1948. Un gruppo di banchieri locali fornì i fondi necessari per l'acquisizione di sei Bristol 170. Dato che l'Iberia aveva sfruttato le rotte nazionali e internazionali più redditizie fin dai primi anni '40, Aviaco limitò le sue operazioni alle rotte secondarie. Iniziarono i servizi passeggeri di linea tra Bilbao, Barcellona e Madrid. La prima rotta internazionale fu Algeri – Palma – Marsiglia, mentre iniziavano i primi voli con base di partenza le Isole Canarie. Nel 1954, la compagnia aerea vinse il contratto per la gestione di un servizio di posta aerea tra Madrid e Barcellona. Nel 1955, la sede della compagnia aerea fu trasferita da Bilbao a Madrid e l'Instituto Nacional de Industria (INI) si prese la maggioranza della compagnia.
La struttura finanziaria della società venne riorganizzata nel 1959, quando il capitale fu dimezzato a 50 milioni di peseta, mentre Iberia ne concesse 100 milioni, diventando proprietaria di due terzi delle azioni, con il saldo diviso tra gli azionisti iniziali e INI. La mossa permise ad Aviaco di acquisire tre Convair 440 di seconda mano da Sabena. Questi furono i primi aerei pressurizzati della compagnia aerea. Nell'aprile 1960 l'azienda contava 702 dipendenti; una flotta di tre Bristol 170, tre Convair 440, cinque Heron II e cinque Languedoc serviva una rete di rotte che includeva Barcellona, Bruxelles, Casablanca, Las Palmas, Madrid, Orano, Palma, Tangeri, Tenerife e Tetouan. In seguito due Convair 240 furono acquistati da Varig nel 1962. All'inizio del 1964, il vettore firmò un contratto con Aviation Traders per la conversione di due dei suoi DC-4 in Carvair; il primo velivolo convertito venne consegnato nel giugno dello stesso anno.

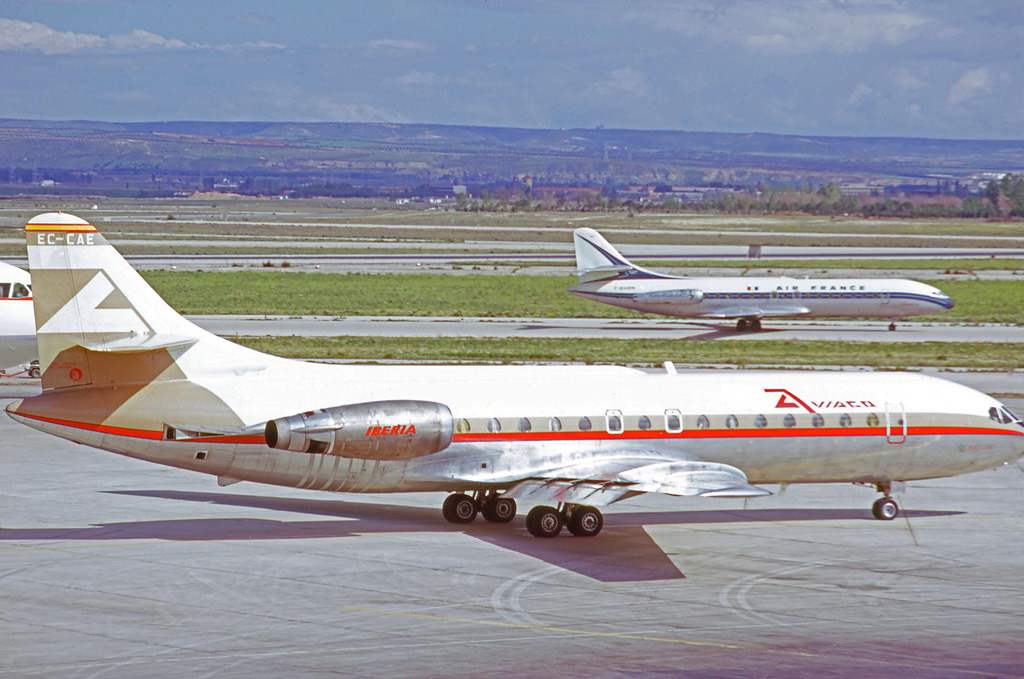
Sud Caravelle 10R di Aviaco all'aeroporto di Madrid-Barajas nel 1973.

Nel 1965 fu istituito un consiglio congiunto Aviaco-Iberia per coordinare le politiche dell'aviazione, che garantiva che le rotte Aviaco e Iberia non fossero in concorrenza tra loro.

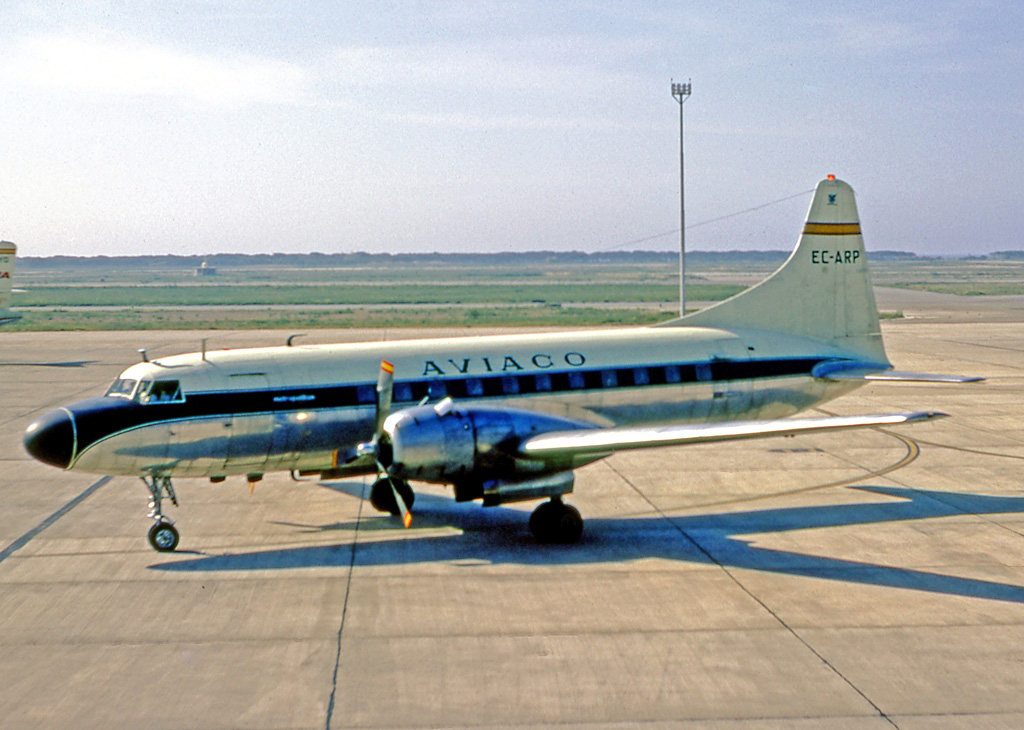
Un Convair 440 all'aeroporto di Barcellona nel 1970.

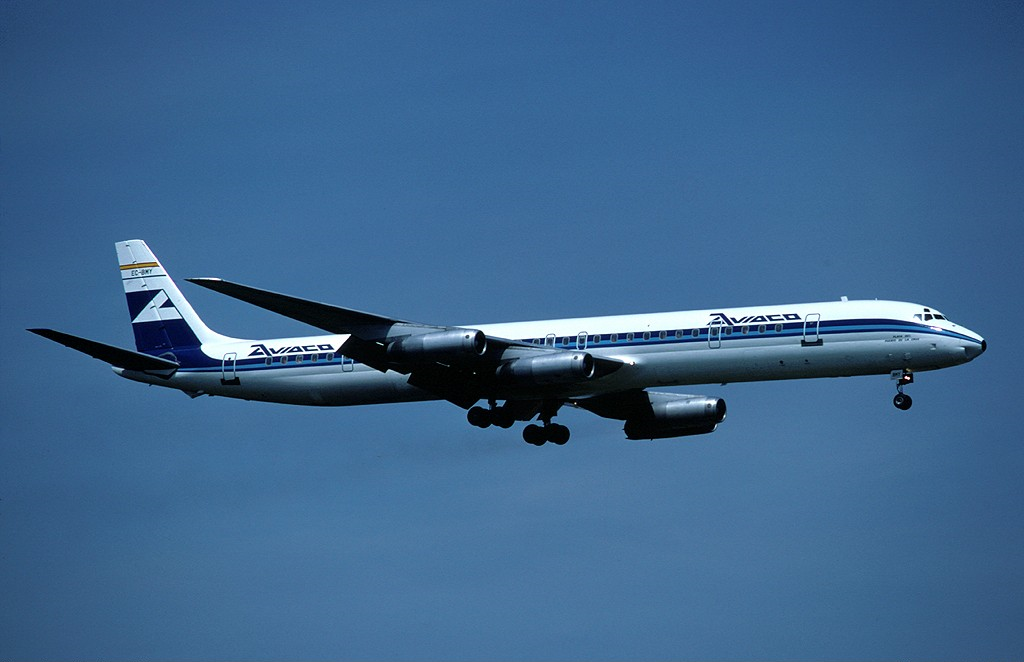
Un Douglas DC-8-63 di Aviaco in fase di avvicinamento all'aeroporto di Zurigo nel 1981.

Nel 1973 Aviaco era diventata la 46º compagnia aerea al mondo ad aver ordinato il McDonnell Douglas DC-9-30, quando acquistò sei velivoli di questo tipo. Nell'agosto 1974 furono ordinati altri due DC-9-30. Nel marzo 1975 la flotta era composta da quattro Caravelle 10R, cinque DC-8-50, sei DC-9-30 e sei F-27, mentre erano stati ordinati altri due DC-9-30. A quel tempo, il vettore aveva 764 dipendenti e la rete di rotte includeva Algeri, Alicante, Barcellona, Bilbao, Cordova, Ibiza, La Coruña, Las Palmas, Madrid, Mahón, Malaga, Orano, Oviedo, Palma, Pamplona, Santander, Santiago, San Sebastián, Siviglia, Tenerife, Valencia e Vigo. Nel luglio 1975 furono ordinati quattro DC-9-33CF: questi quattro velivoli furono consegnati alla compagnia entro un mese, con il primo di essi che entrò in flotta nel maggio 1976, e l'ultimo a giugno dello stesso anno. Per un valore di 40 milioni di dollari statunitensi, nel 1978 furono acquistati altri quattro DC-9-30. Quell'anno Aviaco perse quasi 453 milioni di peseta. Un'altra perdita, equivalente a £ 3 milioni, è stata registrata nel 1979, ma questi risultati finanziari sono stati sistemati nel 1980, quando la compagnia aerea realizzò un profitto di £ 5,5 milioni.

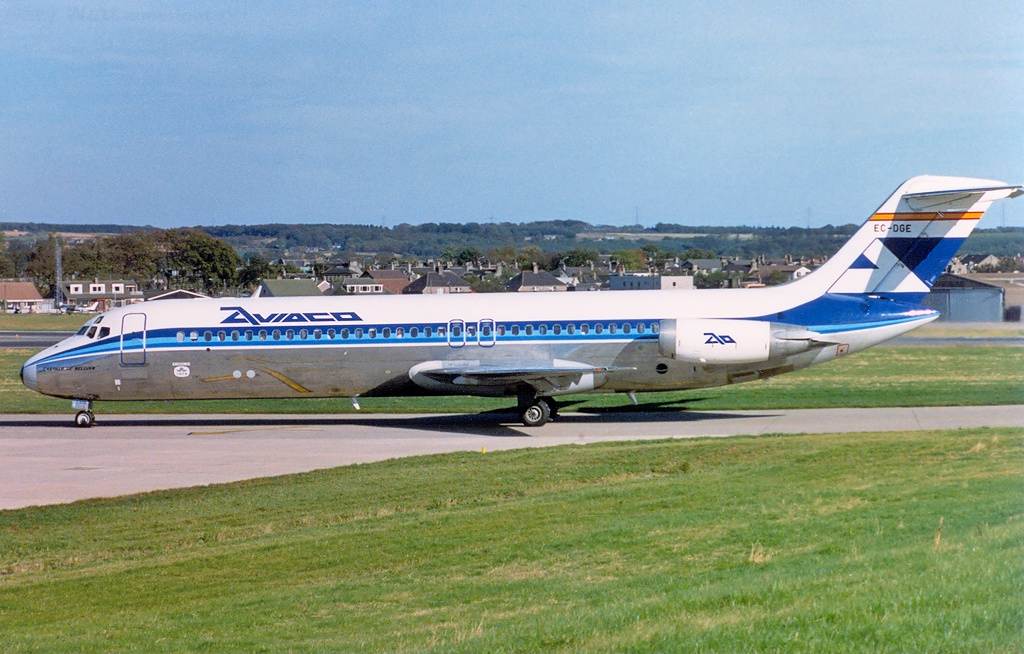
Un Douglas DC-9-34 dell'Aviaco all'aeroporto di Aberdeen nel 1986.

A marzo 1980 l'azienda contava più di 1200 dipendenti ed era posseduta al 90% da INI. All'inizio del decennio, Aviaco incorporò cinque DC-8-63 che furono gradualmente eliminati dalla flotta di linea principale dell'Iberia a causa di un programma di rinnovamento. Flight International informò nel 1983 che la compagnia aveva emesso un ordine iniziale per 20 CN-235, e che l'ordine era stato aumentato a 22 velivoli dello stesso tipo alla fine dell'anno. Nel marzo 1985 la compagnia contava 1.751 dipendenti. La sua flotta comprendeva due DC-8-50F, 16 DC-9-30, quattro DC-9-30F e nove Fokker F27-600; i 22 CN-235 erano ancora in ordine. Nel corso del decennio la maggior parte delle azioni di Aviaco viene acquisita dal suo concorrente Iberia. Da quel momento, Aviaco gestiva le tratte interne meno importanti, mentre Iberia serviva le destinazioni internazionali e le più importanti tratte nazionali, come il servizio navetta Madrid-Barcellona. Tutte le risorse tecniche, commerciali e finanziarie di Aviaco vennero trasferite in Iberia. Durante questo periodo, Aviaco aveva una flotta di DC-9, dipinti con la caratteristica livrea blu e bianca.

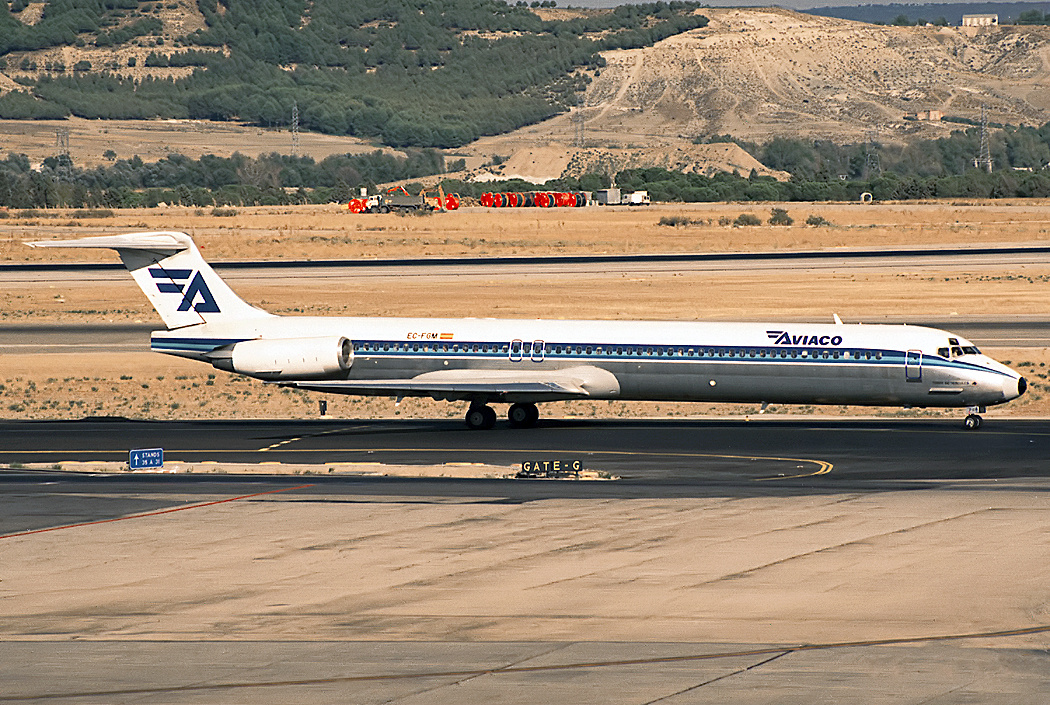
Un MD-88 di Aviaco all'aeroporto Madrid-Barajas nel 1993.

Negli anni '90, alle rotte esistenti che partivano da Madrid e collegavano Almeria, Badajoz, Barcellona, Bilbao, Fuerteventura, Granada, Ibiza e Jerez, vennero aggiunte le rotte Asturie – Londra Stansted, Valladolid – Parigi, Saragozza – Londra Stansted e Saragozza–Parigi negli anni '90, seguite da La Coruña, Lanzarote, Las Palmas, Malaga, Maiorca, Minorca, Murcia, Oviedo, Palma, Pamplona, Reus, San Sebastian, Santander, Siviglia, Tenerife, Valencia, Valladolid, Vigo, Vitoria e Saragozza. A marzo 1994 Aviaco contava 1.696 dipendenti e una flotta di otto Fokker F-27, 20 McDonnell Douglas DC-9 e 13 MD-88. La partecipazione di Iberia alle operazioni di Aviaco passò dal 33% al 100% nel 1998, quando la compagnia di bandiera spagnola assunse il controllo del 67% delle azioni detenute dalla SEPI. Da allora Iberia pianificò di assorbire Aviaco, un procedimento completato il 1º settembre 1999.
Durante il suo periodo di massimo splendore, Aviaco ("AO") era ben nota per i voli charter in partenza principalmente da Palma di Maiorca, Tenerife e Girona verso quasi tutti gli aeroporti provinciali d'Europa, fornendo sostegno a tutti i principali tour operator, come Thomson, Enterprise, Cosmos e ILG. Infatti, le operazioni combinate di ILG (Intasun, Lancaster, Global e Sol) avevano firmato un accordo esclusivo con AO per operare voli charter da tutti gli aeroporti del Regno Unito non coperti dal proprio marchio Air Europe. Aviaco si guadagnò una cattiva fama nel settore dei viaggi internazionali: i suoi aerei (DC-9) erano vecchi, il servizio era mediocre e avevano spesso dei ritardi. Tuttavia la compagnia aerea era diventata una sorta di cult tra i viaggiatori, che vedevano il loro volo Aviaco come parte della loro vacanza.
Durante la metà della fine degli anni '80 Aviaco sub-affittò alcuni aerei dall'IBERIA per aumentare il numero di passeggeri, obiettivo difficile da raggiungere con solo i suoi DC-9 e alcuni 737, iniziando ad usare Boeing 727, Airbus A300 e persino Boeing 747-200 negli aeroporti in tutta Europa.

## Incidenti
- 24 novembre 1949 - Un Bristol 170 (EC-ADK) uscì di pista in fase di atterraggio all'aeroporto di Minorca. Non morì nessuno, ma il velivolo era così danneggiato che dovettero ritirarlo dal servizio attivo.
- 4 dicembre 1953 - Un altro Bristol 170 (CE-AEG) si schiantò a Guadarrama lungo la rotta che andava da Bilbao a Madrid. Morirono 23 occupanti su 33.
- 29 settembre 1956 - Un SNCASE SE-161 Languedoc (EC-AKV) stava completando un servizio passeggeri di linea nazionale Malaga – Tenerife Nord, quando si schiantò in fase di avvicinamento all'aeroporto di Los Rodeos, uccidendo una persona a terra. L'aereo è stato ritirato dal servizio attivo.
- 9 maggio 1957 - Un Bristol 170 (CE-ADI), durante l'avvicinamento all'aeroporto di Madrid-Barajas, lungo una rotta che partiva da Santiago de Compostela come volo Aviaco 111, l'aereo entrò in stallo, si schiantò e prese fuoco. Morirono 37 persone, tra equipaggio e passeggeri.
- 4 dicembre 1958 - Il Languedoc CE-ANR, con 21 occupanti, partì da Vigo con un servizio passeggeri diretto a Madrid. Si è schiantò nella Sierra de Guadarrama e prese fuoco, uccidendo tutti. Dalle indagini l'incidente era stato causato dall'accumulo di ghiaccio.
- 13 agosto 1973 - Uno degli incidenti aerei più mortali nella Spagna continentale. Il volo Aviaco 118, un Sud Aviation Caravelle, colpì degli eucalipti durante l'avvicinamento all'Aeroporto della Coruña a causa di un errore del pilota. Si schiantò al suolo, colpendo diverse case, per poi distruggersi andando a fuoco, uccidendo tutte le 85 persone a bordo, più un'altra a terra.

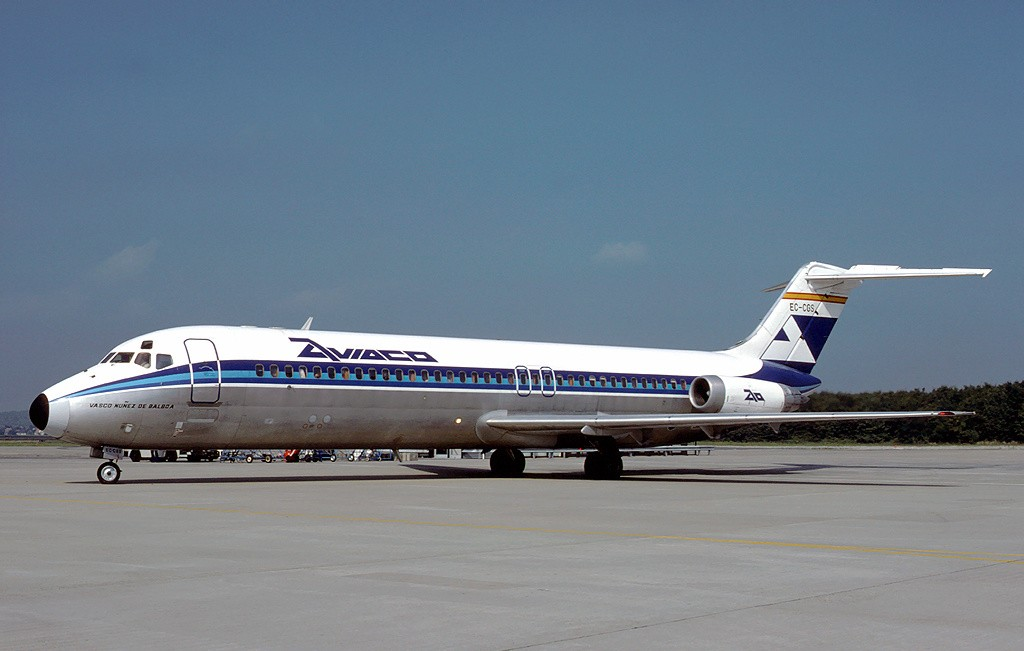
Il DC-9 coinvolto nella tragedia di Madrid nel 1983.

- 7 dicembre 1983 - Un DC-9-32, registrato come EC-CGS e operante il volo Aviaco 134, diretto da Madrid a Santander, a causa di nebbia e una segnaletica inadeguata, rullò sulla pista sbagliata dell'Aeroporto di Madrid-Barajas proprio mentre un Boeing 727, volo Iberia 350, aveva già iniziato la corsa per il decollo verso l'Aeroporto di Roma-Fiumicino. I due aerei si scontrarono nella fitta nebbia, uccidendo tutti i 42 occupanti del DC-9 e 51 delle 93 persone a bordo del 727.
- 30 marzo 1992 - Il volo Aviaco 231, registrato come EC-BYH e con destinazione Granada, atterrò bruscamente sulla pista. Nessuna vittima, ma l'aereo era troppo danneggiato per essere rimesso in servizio.
- 21 marzo 1994 - Il volo Aviaco 260, un DC-9-32 (EC-CLE), colpì una delle luci per l'avvicinamento all'aeroporto di Vigo. L'aereo era atterrato a circa 50 metri (160 piedi) dalla pista, causando la separazione di entrambi i carrelli d'atterraggio principali e lo scorrimento della fusoliera per quasi 600 metri (2.000 piedi) prima di fermarsi. Divampò un incendio a causa di una perdita di carburante, ma tutti riuscirono a fuggire prima che l'aereo andasse completamente distrutto.